# Кедров, Иоанн
Иоанн Иванович Кедров (18 августа 1870, Павловский посад, Богородский уезд, Московская губерния — 20 ноября 1932, Москва) — священнослужитель Российской православной Церкви, протоиерей (1918), Председатель комитета по возведению храма Воскресения Христова в Сокольниках (с 1906) и настоятель этого храма (с 1913).

## Биография
Родился в семье псаломщика Воскресенского собора г. Павловский посад Кедрова Ивана Яковлевича и Кедровой Марии Александровны, дочери дьячка той же церкви. Мама отца Иоанн умерла, когда мальчику было 14 лет, а про сына говорила: «Он будет стоять у Престола Божьего за всех нас!».
Окончил церковно-приходскую школу своего родного города, после которой поступил в 1885 году в Московскую духовную семинарию, которую закончил в 1891 году. С 1891 по 1894 года преподавал в школе в родном городе.

### Общественная деятельность и начало служения

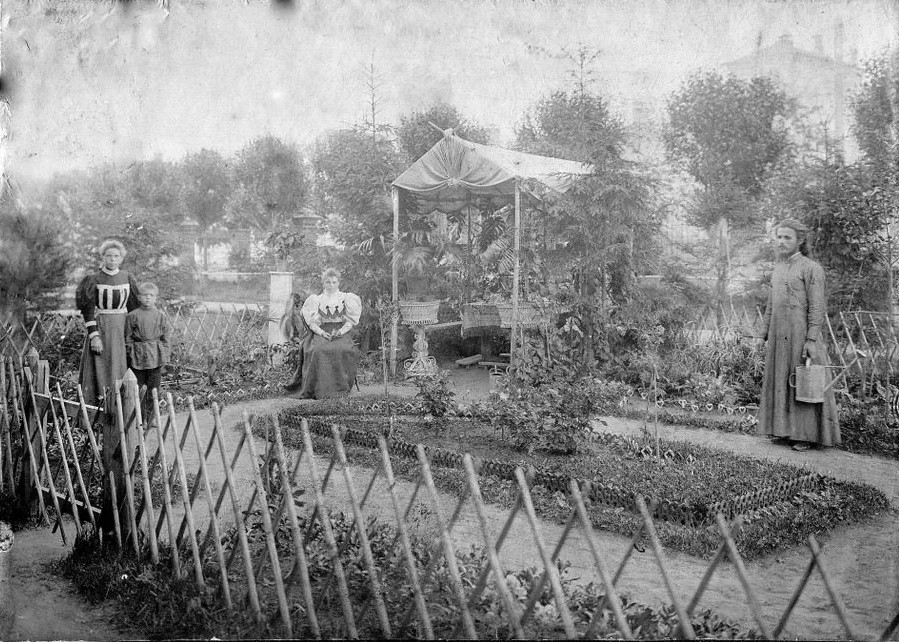
Отец Иоанн Кедров 1890-е гг. предположительно в саду при больнице им. братьев Бахрушиных

В Москве жизнь отца Иоанна была тесно связана с районом Сокольники. Здесь, в Скорбященской церкви при больнице имени братьев Бахрушиных, он обвенчался со своей супругой Анастасией Васильевной Ключаревой, дочерью дьякона Власиевской церкви в Старой Конюшенной слободе Василия Ивановича Ключарева.
4 августа 1894 года отец Иоанн был рукоположён в дьяконы и начал служить в Скорбященской церкви, а 25 августа 1900 года его рукоположили во священники при этом же храме. Для него служение Церкви было неразрывно связано с христианским просвещением и помощью нуждающимся.
Он продолжал преподавать Закон Божий в различных местных школах: в приготовительной школе для девочек г-жи Винклер (с 1894 года), Сущевской школе, в Лефортовском железнодорожном училище, Мещанских училищах № 3 и № 4, в Сокольническом училище № 6, в Единой Трудовой школе, в Филаретовском женском училище, в гимназии Образцовой. Родители детей высоко ценили уроки священника и часто сами приходили слушать его лекции.
Помимо преподавания, отец Иоанн стал инициатором строительства церковно-приходской школы на средства прихожан. В 1901 году при школе была открыта столовая в доме Сметлова на Леснорядской улице, где кормили два раза в день. С 1903 года он стал членом общества духовного просвещения и председателем благотворительного общества при Бахрушинской больнице (с 1907 г. — почётный член). Также с 1904 года он входил в состав совета городского попечительства о бедных Сокольнического участка.

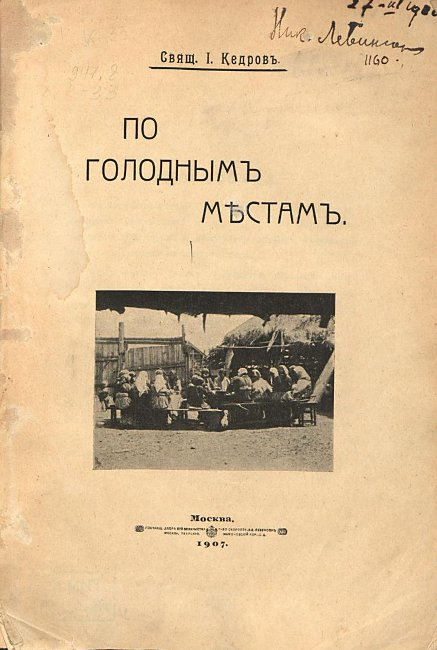
Обложка книги «По голодным местам» отца Иоанна Кедрова 1907 г.

Отец Иоанн был активным участником борьбы с голодом в Поволжье в 1906—1907 и 1911—1912 годах. О своей деятельности и впечатлениях от голода в 1907 году он написал книгу «По голодным местам». По воспоминаниям родственников, во время одной из поездок отца Иоанна чуть не погиб, но чудесным образом был спасен.
Холод. Отец Иоанн в санях. Смеркается. И вдруг он видит кучу огоньков — это голодная стая волков несется по следам саней. Огоньки приближаются, лошади несутся изо всех сил, а огоньки почти окружают сани со всех сторон. Отец Иоанн достает икону Николая Чудотворца, взывает к нему, лошади несутся, отец Иоанн молится… оглядывается — огоньки далеко-далеко позади.

#### Строительство храма Воскресения Христова в Сокольниках
В начале XX века район Сокольники переживал бурный рост, но, несмотря на это, не имел приходского храма, способного вместить большое количество верующих. По этой причине в 1906 году отец Иоанн инициировал сбор средств на строительство нового храма и стал председателем комитета по возведению храма Воскресения Христова в Сокольнической слободе. С 1907 по 1910 год отец Иоанн служил настоятелем в храме свят. Николая на Студенце, продолжая активно участвовать в сборе средств на строительство храма. В 1910 году он стал клириком Воскресенского храма, строительство которого завершилось в 1913 году, когда отец Иоанн становится его настоятелем.

#### Деятельность как настоятеля
Будучи настоятелем храма, отец Иоанн продолжал активно заниматься преподавательской и благотворительной деятельностью. Во время Первой мировой войны он с огромным энтузиазмом оказывал помощь как солдатам на фронте, так и раненым в тылу. В конце 1914 года он сам ездил на передовую, доставляя теплые вещи, а в 1915 году — подарки для солдат.. В своём дом и на даче в Алабино он организовал лазарет для раненых. С разрешения министерства народного просвещения он также открыл ещё одну школу — мужскую гимназию, где стал законоучителем и председателем попечительского совета. Однако своей главной задачей он считал создание истинно-христианской общины. Его вклад в это дело был настолько велик, что ещё долгое время храм Воскресения Христова в народе называли «Кедровской церковью».
Революцию отец Иоанн встретил с глубокой скорбью. После убийства митрополита Владимира (Богоявленского) на Поместном соборе он предложить создать благотворительный и просветительный фонд имени митрополита Владимир, внеся в него 700 рублей от себя и от храма.

##### Преследования советской властью
Первомайская демонстрация 1918 года вызвала бурные дискуссии. Отец Иоанн выступил с проповедью к прихожанами с осуждением участия в этом празднике, так как 1 мая в этом году выпадало на Страстную среду Великого поста. Эта проповедь стала распространяться по Москве как листовка.
…мы не можем идти на торжество, так как этот день — Великая Среда. Вспомните, что эти дни Страстной недели, когда христиане переживают страдания нашего Спасителя и Господа — дни скорби, дни усиленных молитв и поста, дни, когда исттари, строгою жизнию, удаленною от всяких развлечений и удовольствий, подготовляют себя к достойной встрече Светлого дня Христова Воскресения!
Братья и сестры! Если мы хотя и немного, но имеем веры в Христа, нашего Спасителя и Господа, то мы не имеем никакого права идти на это поистине языческое торжество!

Из проповеди отца Иоанн Кедрова
За эту проповедь к отцу Иоанну в первый раз пришли с обыском. Его сразу хотели арестовать, но собравшийся народ не дал этого сделать. Священник несколько раз уговаривал людей разойтись и не сопротивляться его аресту. В конце концов протоиерея оставили на поруки приходского совета, но с обязательством, что он сам явится на допрос в трибунал. Несмотря на попытки прихожан добиться того, чтобы допрос проходил на дому, отцу Иоанну пришлось выполнить требование революционного трибунала. На нем у него спрашивали о некоторых формулировках, например об именовании 1 мая «языческим праздником». По результатам допроса отец Иоанн был снова отпущен на поруки. На день памяти преподобного Сергия Радонежского в Троице-Сергиевой Лавре он уже произносил проповедь, а 23 октября дело окончательно было прекращено.

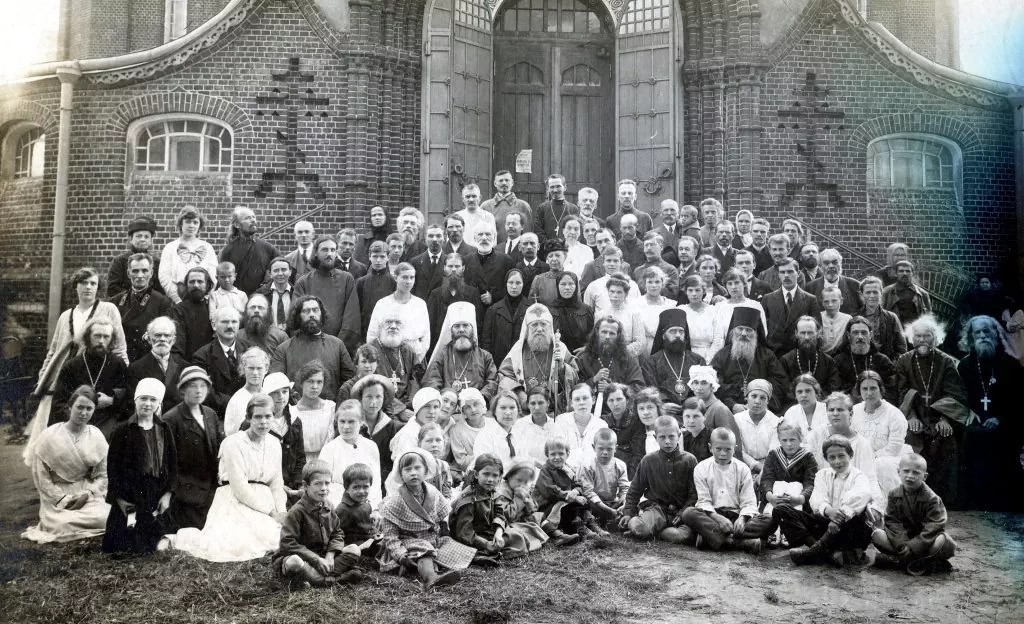
Совместная фотография патриарха Тихона, отца Иоанн и других на 25 лет диаконской хиротонии отца Иоанна Кедрова

Отец Иоанн продолжал иметь большой авторитет среди москвичей. В 1919 году на 25 лет диаконской хиротонии в храм Воскресения Христова с поздравлением приезжал патриарх Тихон.

В 1920 году отец Иоанн был арестован без предъявления обвинений. Содержался в нескольких тюрьмах: Бутырской, Таганской и Сокольнической. Заключение плохо сказалось на его здоровье, он заболел скрытой формой туберкулеза и в 1921 году он был отпущен. Но уже в 1922 году вновь был арестован за сопротивление изъятию церковных ценностей. На допросе он признался лишь в том, что читал послание патриарха Тихона.
Я говорил, что в нашем храме ценностей нет, а есть одна риза, и что икона при изъятии этой ризы святости своей не потеряет… Гражданам я говорил, чтобы сосуды не отдавать, а просить ВЦПК о их замене, за которые я давал свои собственные две ризы" («гораздо более дорогие, чем сосуд», как говорил он ранее)

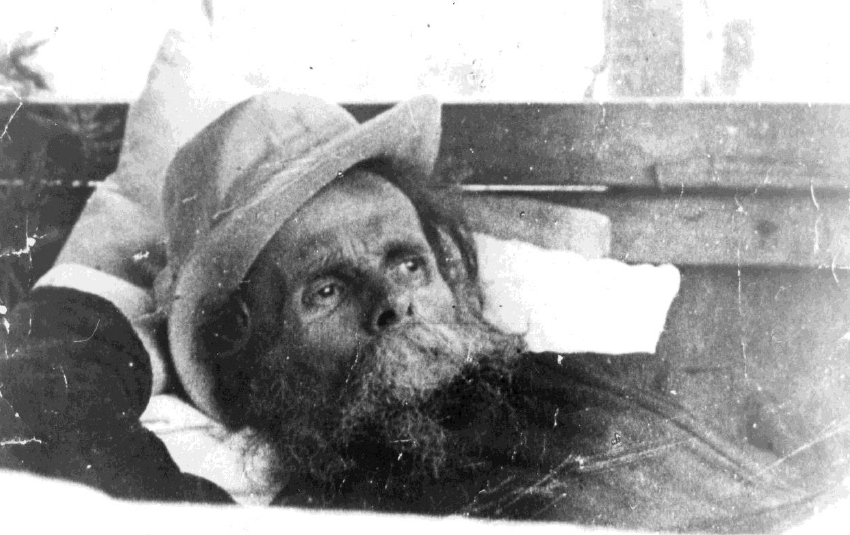
Фото отца Иоанна Кедрова в 1931 году на даче в Алабино

Он осужден на 5 лет и содержался в Бутырской тюрьме, при чем большую часть времени он находился в тюремной больнице. В 1923 году отец Иоанн подпадает под амнистию, после чего продолжает служить в храме Воскресения Христова в Сокольниках.
На этом преследования советской властью не закончились. В 1930 году больного священника выселяют из квартиры, после чего он живёт сначала у сына, а затем переезжает на свою дачу в Алабино, где тайно служит в доме.

###### Кончина
Смерть отца Иоанна окутана покровом тайны и её подробности в основном основываются на воспоминаниях двух сыновей священника. Родственники рассказывают, что несмотря на болезнь, протоиерея продолжали допрашивать. Каждую ночь его увозили на Лубянку, и однажды он не вернулся. Вспоминают, что Михаилу и Георгию позвонили и сказали приезжать на Лубянку, чтобы забрать тело их отца. Они дали расписку, что похоронят его вне Москвы и никому не расскажут о случившемся. Но вместо этого они отвезли тело знакомому священнику и больше в деле похорон не участвовали. Лишь перед смертью они рассказали об этом своим детям, от которых их свидетельства дошли и до нас.

Воздвижение Креста при закладке храма Воскресения Христова в Сокольниках

«Нам выдали голый труп, который мы завернули в найденный в кузове брезент, и посадили между собой в кабине». Я спросила: «Вы его увезли за город? Похоронили?» Он ответил: "Нет. Мы дали расписку, что мы так поступим, но сами поехали к знакомому батюшке, которому доверяли. Ночью же приехали к нему, разбудили, спросили, как быть, и он предложил: «Предоставьте это дело мне, а всем скажите, что вы его закопали за Москвой».

Из воспоминаний Марии Михайловны Кедровой.

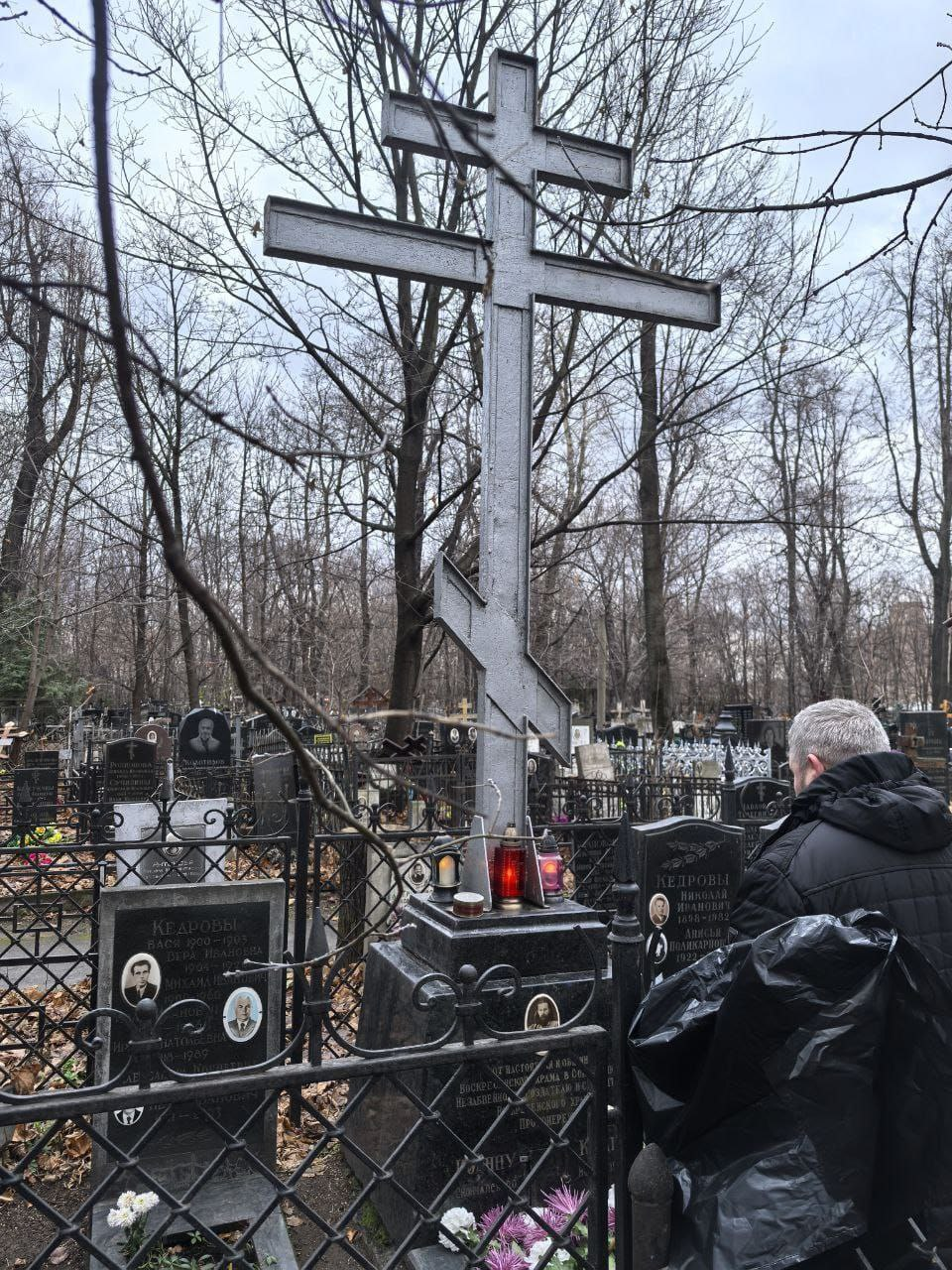
Могила отца Иоанна Кедрова

Дальнейшую информацию мы узнаем по воспоминаниям других потомков отца Иоанна. Тело отца Иоанна как и обещали братья отвезли в подмосковье, где семья констатировала факт смерти, но решили, что отпевать его обязательно надо в храме Воскресения Христова и похоронить в Москве. Одев его как живого в легковой машине отца Иоанна удалось доставить в Москву. В храме при большом количестве народа произошло прощение с «первым настоятелем» и похоронная процессия отправилась к Пятницкому кладбищу. На могиле был установлен большой крест, тот же самый который был воздвигнут, при закладке храма Воскресения Христова в 1909 году.

## Семья

#### Родители
- Отец — Иван Яковлевич Кедров, псаломщик Воскресенской церкви Павлова Посада.
- Мать — Марина Александровна Кедрова (Смирнова)

#### Супруга
Анастасия Васильевна Кедрова (Ключарева) (1873—1961)

#### Дети
- Георгий Иванович Кедров (1895—1966), окончил медицинский факультет Московского университета, служил в Красной армии в качестве медика и организатора медицинской работы в армии, занимался научной деятельностью, имеет ряд государственных наград СССР.
- Елена Ивановна Вронская (р.1896), заведующая учебной частью Средней школы в Железнодорожном р-не в Москве.
- Николай Иванович Кедров (р.1897), певчий церковного хора, солист театра им. Станиславского и Немировича-Данченко.
- Ольга Ивановна Старобинец (р.1901).
- Сергей Иванович Кедров (р.1903), инженер-конструктор в НИИ Веспром, начальник отдела.
- Иван Иванович Кедров (р.1908), директор Братовской зерновой базы.
- Михаил Иванович Кедров (1910—1959), технорук Базы Московского отделения Всесоюзного отдела Гидроэнерго Проекта, подвергся репрессиям в 1937 году, умер от туберкулеза.
- Петр Иванович Кедров (р.1911), старший инженер по оборудованию Всесоюзного треста Гидроэнерго Проекта, подвергался репрессиям.
- Марина Ивановна Кедрова (ум.1932), жила в Сокольниках вместе с мужем у отца Иоанна, умерла от родов через 19 дней после своего отца.

Всего у отца Иоанна было 11 детей.

## Награды

#### Церковные награды
- право ношения набедренника — 1905
- право ношения скуфьи — 1911
- право ношения камилавки — 1914
- право ношения наперсного креста — 1916

#### Государственные награды
- орден св. Анны 3-й степени
- медаль «В память царствования Императора Александра III»
- медаль «В память 25-летия церковно-приходских школ»
- знак Красного Креста
- именной серебряный знак с дипломом, награждён Государыней Императрицей Александрой Феодоровной «за организацию помощи детям воинов в Пензенской губернии»[1]

## Память
Отца Иоанна помнили и родственники и его духовные чада и пронесли память о нем через советское время. После развала Советского Союза о нем начали говорить открыто. В 1991 году произошла его реабилитация. В 1995 году выходит фильм «Первый настоятель», где несмотря на некоторые неточности, сумели показать жизнь строителя храма. В 1996 году вышел фильм «Видимое и сокровенное. Кино и церковь», где часть фильма посвящена отцу Иоанну Кедрову.
Прихожане и клир храма Воскресения Христова в Сокольниках ежегодно собираются у могилы почитаемого настоятеля, где служится панихида о нем.